# Melitaea castiliana
Melitaea castiliana är en fjärilsart som beskrevs av Turati 1921. Melitaea castiliana ingår i släktet Melitaea och familjen praktfjärilar. Inga underarter finns listade i Catalogue of Life.